# 헤수스 마리아 페레다
헤수스 마리아 페레다 루이스 데 토미뇨(스페인어: Jesús María Pereda Ruiz de Temiño; 1938년 6월 15일, 카스티야 이 레온 지방 메디나 데 폼파르 ~ 2011년 9월 17일, 카탈루냐 지방 바르셀로나)는 추스 페레다(스페인어: Chus Pereda)로도 알려진 스페인의 전 축구 미드필더이자 감독이다.
그는 현역 16년 동안 주로 바르셀로나에서 활동하였는데, 레알 마드리드를 포함한 라 리가 4개 구단에서 197경기에 출전하여 55골을 집어넣었다. 1964년, 그는 스페인의 UEFA 유럽 축구 선수권 대회 우승 주역으로, 국가대표팀에서 10년 가까이 활동하였다.

## 클럽 경력
페레다는 카스티야 이 레온 지방 부르고스 도 메디나 데 폼파르 출신이지만, 유년 시절 대부분을 비스카이아 도 발마세다에서 보냈고, 그곳에서 학창 시절도 보냈다. 그는 빌바오를 연고로 하는 인다우추에서 성인 무대에 첫 발을 디뎠는데, 당시 선수단은 노련한 골키퍼 라우문도 페레사와 미겔 존스가 있었다. 페레다와 존스 외에 호세 에울로히오 가라테는 모두 출생지 문제로 인해 아틀레틱 빌바오의 입단이 모두 거절당했고, 페레다는 레알 마드리드로, 존스와 가라테는 아틀레티코 마드리드로 이적하였다.
페레다는 머랭 군단 소속으로 라 리가 경기에 겨우 두 번 출전하는데 그쳤고, 3-0으로 이긴 사라고사와의 경기에서 딱 한 번 득점을 올렸는데, 이 해에 리그 우승을 거두었다. 스페인 수도 연고 구단에 소속되었을 때, 그는 루이스 카르니글리아의 눈밖에 나 세군다 디비시온의 바야돌리드로 임대되기도 했다. 그 후, 세비야로 이적하여 다시 1부 리그 경기에서 뛰기 시작한 그는 1959-60 시즌에 11번 골망을 흔들었다.
페레다는 1961년 여름에 바르셀로나에 입단하여 8년 동안 293번의 공식 경기에 출전해 104골을 기록했다. 그는 이 기간 동안 코파 델 헤네랄리시모를 2번 우승했는데, 캄 노우에서 열린 1963년 결승전에서 선제골을 기록해 사라고사를 상대로 3-1 완승을 거두었다.
31세가 된 페레다는 바르셀로나를 떠나 카탈루냐 이웃 구단인 사바델로 이적해 시즌의 1부 리그 경기에 드물게 출전하였다. 그는 은퇴하기 전에 2부 리그 구단인 마요르카에서 2년을 더 보냈다.
페레다가 맡은 유일한 구단 감독 지휘봉은 헤레스의 사령탑이었는데, 헤레스는 1995-96 시즌에 세군다 디비시온 B를 11위로 마무리했다.

## 국가대표팀 경력
페레다는 8년 동안 스페인 국가대표팀 일원으로 15번의 경기에 출전하여 6골을 넣었다. 그의 국가대표팀 첫 경기는 1960년 5월 15일, 산티아고 베르나베우에서 3-0으로 이긴 잉글랜드와의 친선경기였다.
페레다가 국가대표팀 경기에서 기록한 6골 중 2골은 1964년 유러피언 네이션스컵에서 터졌는데, 그는 바르셀로나 동료 조세프 마리아 푸스테와 동행했다. 그는 헝가리와의 준결승전과 소련과의 결승전에서 모두 득점을 올려, 안방에서 열린 대회의 우승을 견인했다. 그는 소련과의 결승전에서 마르셀리노의 2-1 결승골도 도왔지만, 당시 뉴스와 다큐멘터리 뉴스 영화에서는 아만시오를 주연으로 내세웠다.
15년 동안, 페레다는 스페인 U-20 국가대표팀과 스페인 U-21 국가대표팀을 동시에 지도하였는데, 전자의 선수단을 이끌고 소련에서 열린 1985년 FIFA 세계 청소년 축구 선수권 대회에서 준우승을 이끌었다. 1988년, 그는 카스티야 이 레온 대표팀을 1경기 지도했는데, 상대는 아라곤 대표팀으로, 경기 결과는 1-1 무승부였다. 4년 후, 그는 병가로 빠진 비센테 미에라를 대신해 수석 코치에서 감독으로 직책을 바꾸어 스페인 성인 국가대표팀 경기를 1번 지도한 전적도 있다.

### 국가대표팀 득점 기록
| #  | 날짜             | 경기장                              | 상대     | 점수 | 최종결과 | 대회                       |
| -- | ---------------- | ----------------------------------- | -------- | ---- | -------- | -------------------------- |
| 1. | 1960년 7월 17일  | 칠레 산티아고 국립 경기장           | 칠레     | 3–0  | 4–1      | 친선경기                   |
| 2. | 1964년 6월 17일  | 스페인 마드리드 산티아고 베르나베우 | 헝가리   | 1–0  | 2–1      | 1964년 유러피언 네이션스컵 |
| 3. | 1964년 6월 21일  | 스페인 마드리드 산티아고 베르나베우 | 소련     | 1–0  | 2–1      | 1964년 유러피언 네이션스컵 |
| 4. | 1965년 10월 27일 | 스페인 세비야 산체스 피스후안       | 아일랜드 | 1–1  | 4–1      | 1966년 FIFA 월드컵 예선전  |
| 5. | 1965년 10월 27일 | 스페인 세비야 산체스 피스후안       | 아일랜드 | 2–1  | 4–1      | 1966년 FIFA 월드컵 예선전  |
| 6. | 1965년 10월 27일 | 스페인 세비야 산체스 피스후안       | 아일랜드 | 3–1  | 4–1      | 1966년 FIFA 월드컵 예선전  |

## 최후
페레다는 2011년 9월 27일 향년 73세에 암으로 영면에 들었다.

## 수상

### 클럽
레알 마드리드
- 라 리가: 1957–58
- 유러피언컵: 1957–58

바르셀로나
- 코파 델 헤네랄리시모: 1962–63, 1967–68
- 인터시티스 페어스컵: 1965–66

### 국가대표팀
스페인
- UEFA 유럽 축구 선수권 대회: 1964

### 개인
- UEFA 유럽 축구 선수권 대회 득점왕: 1964
- UEFA 유럽 축구 선수권 대회의 팀: 1964

### 감독
스페인 U-16
- UEFA 축구 선수권 대회: 1988

스페인 U-20
- FIFA U-20 월드컵 준우승: 1985